# Ibn Quzmān
Abū Bakr Muḥammad ibn ʿAbd al-Malik ibn Quzmān (in arabo أبو بكر محمد بن عبد الملك بن قزمان‎?; Cordova, 1078 – Cordova, 2 ottobre 1160) è stato un poeta arabo di al-Andalus.

## Biografia
Giudicato come il migliore più originale poeta arabo della storia letteraria di al-Andalus. Operò nel periodo in cui la Spagna musulmana e Cordova furono sotto il dominio degli Almoravidi, ma sembra che egli abbia trascorso gran parte della sua esistenza a Siviglia. Deve la sua grande fama alle sue composizioni in zajal. Caratteristica del zajal era l'uso dell'arabo colloquiale, come pure un tipico schema rimato - aaab cccb dddb - in cui le rime b avevano un costante refrain di una o due linee. Il zajal è estremamente simile alla poesia Malḥūn che si ritrova in Nordafrica, tanto sotto il profilo stilistico quanto sotto quello del lessico impiegato.
Ibn Quzmān proveniva da una famiglia nobile, e il suo stile di vita era simile a quello dei trovatori. Il suo approccio alla vita era espresso nei suoi melodiosi poemi, nel cui idioma affiorano occasionalmente parole delle lingue romanze, con somiglianze che suggeriscono l'ultima poesia vernacolare trovadorica di Francia.
Una raccolta di poesie di Ibn Quzmān (in Lingua araba "Dīwān", in lingua spagnola "Cancionero") è stata scoperta a San Pietroburgo nel 1881.
Nel "Diwan" Ibn Quzmān reinterpretò ironicamente argomenti di poesia araba classica, colti e popolari, descritti con una molteplicità di personaggi presi dalla vita quotidiana e immersi in una vibrante atmosfera di voci, odori, parole.